# Kaj Hendriks
Kaj Hendriks (Wageningen, 19 agosto 1987) è un canottiere olandese, vincitore della medaglia di bronzo nell'8 con a Rio de Janeiro 2016.

## Palmarès
- Giochi olimpici

Rio de Janeiro 2016: bronzo nell'8.
- Mondiali

Chungju 2013: oro nel 4 senza.
Aiguebelette-le-Lac 2015: bronzo nell'8.
- Europei

Siviglia 2013: oro nel 4 senza.
Račice 2017: bronzo nell'8.
Poznań 2020: bronzo nell'8.